# Јово Блажановић
Јово Блажановић (Бијела Њива код Какња, 7. фебруар 1942 — Београд, 12. фебруар 2015) био је генерал-мајор Војске Републике Српске.

## Биографија
Рођен је 7. фебруара 1942. у селу Бијела Њива, мјесна заједница Бијеле Воде, општина Какањ, (тада Независна Држава Хрватска). Усташе из сусједних муслиманских села су одвеле његовог оца Јелисеја у Јасеновац гдје је и убијен када је Јово имао само мјесец дана. Његова мајка Вукосава је преминула 1953. обнављајући кућу на згаришту. Браће и сестара није имао. Био је ожењен са Мирославом са којом је имао сина Синишу и кћерку Вукосаву — Вању.
Преминуо је 12. фебруара 2015. године у Београду и сахрањен на Новом бежанијском гробљу.

## Школовање
Нижу реалну гимназију у Какњу завршио је 1957, а Средњу индустријску школу у Зеници 1960. Послије завршене средње школе кратко је био запослен у „Жељезари” у Зеници да би потом уписао Војнотехничку академију Копнене војске у Загребу, општи смјер коју је 1963. завршио врлодобрим успјехом. Истим успјехом завршио је 1976. и Високу војно-политичку школу JHA у Београду и ванредно је студирао Факултет организационих наука у Београду.

## Војна каријера
У чин потпоручника технике службе Копнене војске Југословенске народне армије произведен је 1963, а у чин поручника унапријеђен је 1967; капетана 1970; капетана I класе 1973; мајора 1978, потпуковника 1982. (пријевремено); пуковника 1987. и генерал-мајора 12. маја 1998. године. Службовао у гарнизонима: Београд, Приштина, Бања Лука, Сарајево, Бања Лука, Београд и Бања Лука. Током службе оцјењиван је једанаест пута. Једном оцјеном добар, једном оцјеном истиче се и девет пута оцјеном нарочито се истиче.

## Служба у ЈНА
У активној служби обављао је сљедеће дужности: командир позадинског вода у оклопном батаљону 1. гардијске дивизије- касарна "Васа Чарапић- Бањица, Београд; командир вода за снабдијевање муницијом у чети техничког снабдијевања 1. гардијске дивизије, касарна „Маршал Тито”- Топчидер, Београд; предсједник Комисије за пријем и слање материјално-техничких средстава у складишту основних материјално-техничких средстава у Урошевцу; управник складишта основних материјално-техничких средстава 3. армије Југословенске народне армије; помоћник за политички рад управника Опитне техничке базе Југословенске народне армије у Приштини; помоћник за политички рад и морално-политичко васпитање управника Техничке базе у Бањој Луци; секретар Комитета Савеза комуниста Југославије у гарнизону Бања Лука; помоћник за морал команданта 5. пјешадијске дивизије у Бањој Луци; секретар Комитета Савеза комуниста Јутославије у 4. пјешадијској дивизији у Лукавици, Сарајево; секретар Комитета Савеза комуниста Јутославије у Команди и приштабским јединицама 7. армије Сарајево; помоћник команданта 5. корпуса у Бањој Луци; секретар Предсједништва Комитета Савеза комуниста Јутославије у 1. војној области Београд; начелник Одјељења за цивилне послове Команде 1. војне области Београд.
У ЈНА се бавио пословима техничке службе, а од 1976. партијско-политичким дужностима. Из међугарнизоне конференције СКЈ у ЈНА Приштина искључен је 1969. због подршке српским „националистима” који су као одговор на шиптарске демонстрације 1968. славили стару, „православну” Нову годину и на Видовдан полагали вијенце на споменик косовским јунацима на Косову Пољу.
У вријеме почетка оружаних сукоба у Југославији био је на служби у гарнизон у Београд. На посљедњој дужности у ЈНА био је начелник Одјељења за цивилне послове Команде 1. војне области Београд у чину пуковника. На лични захтјев дошао је је 17. маја у БиХ и прикључио се Војсци Републике Српске.

## Служба у ВРС
У Одбрамбено-отаџбинском рату у Босни и Херцеговини учествовао је од 17. маја 1992. године до 14. децембра 1995. године на дужностима: помоћник за морал начелника Центра војних школа Војске Републике Српске од 17. маја до 13. јула 1992. године у Бањој Луци; помоћник за морал, вјерске и правне послове команданта 30. лаке пјешадијске дивизије од 13. јула до 4. септембра 1992. године; командант 30. лаке пјешадијске дивизије од 4. септембра 1992. до 1. октобра 1994. године; помоћник за морал, вјерске и правне послове команданта 1. крајишког корпуса од 1. октобра 1994. до новембра 1998. године; савјетник за војна питања члана Предсједништва БиХ из Републике Српске од новембра 1998. до априла 2003. године. Активна војна служба престала му је 30. јуна 1999. године. Док је био командант 30. лаке пјешадијске дивизије, поред осталих борби, успјешно је изведена операција ослобађања општине Јајце и подручија између Винца и Србобрана, на западу и Витовље-Турбе на истоку до Турбета у времену септембар-новембар 1992. као и операцију одбране Србобрана у периоду мај-јуни 1994.

## Одликовања и признања
- Орден за војне заслуге са сребрним мачевима 1968. и 1969,
- Орден народне армије са златном звездом 1977,
- Орден за војне заслуге са златним мачевима 1983,
- Орден рада са златним венцем 1989. и
- Орден Карађорђеве звијезде другог реда.
- Повељом почасног грађанина општине Мркоњић Град са златним симболом општине Мркоњић Град за изузетно залагање и допринос који је дао у Одбрамбено-отаџбинском рату 1992—1995. (постхумно)[6]